# Maria Luisa Doglio
Maria Luisa Doglio (Alessandria, 24 febbraio 1936) è una critica letteraria e filologa italiana.

## Biografia e interessi di ricerca
Professore emerito, già ordinario di Letteratura italiana nella Facoltà di Lettere dell’Università di Torino, ha insegnato in precedenza nelle Università di Sassari e di Genova.
Allieva di Giovanni Getto  ha lavorato su filologia e critica; si occupa di letteratura del Rinascimento e del Barocco, di letteratura religiosa e di scrittura epistolare. Ha curato edizioni critiche di autori dal Quattrocento al Seicento, in particolare Fulvio Testi ed Emanuele Tesauro, e scritto saggi su Dante, Petrarca, Boccaccio, Tasso e, più di recente, sui maestri della critica del Novecento italiano (Giovanni Getto, Vittore Branca, Gianvito Resta, Ezio Raimondi), collabora a varie riviste letterarie. Ha scoperto e pubblicato diversi inediti, ha rinvenuto alla Biblioteca Reale di Torino il manoscritto autografo del Giudicio sovra la Gerusalemme riformata del Tasso.
Dal 2000 in poi ha approfondito gli interessi per la letteratura religiosa, curando insieme a Carlo Delcorno volumi di saggi sulla poesia sacra tra Trecento e Novecento e sulla predicazione nel Seicento.
Ha scritto voci per il Dizionario Bompiani degli autori e per il Dizionario critico della Letteratura italiana (UTET).
È esponente di comitati nazionali per le edizioni delle opere integrali di Torquato Tasso, di Giambattista Della Porta, di Federico De Roberto, di Italo Svevo.
Fa parte della Direzione della rivista Lettere Italiane, del Comitato Scientifico della Fondazione Michele Pellegrino – Centro di Studi di Storia e Letteratura Religiosa di Torino e del Comitato Scientifico del Centro di Studi Tassiani di Bergamo. È membro dell'Arcadia e di altre accademie.

## Opere

### Saggi
- Il segretario e il principe. Studi sulla letteratura italiana del Rinascimento, Alessandria, Edizioni dell’Orso, 1993, ISBN 88-7694-117-7.
- Lettera e donna. Scrittura epistolare al femminile tra Quattro e Cinquecento, Roma, Bulzoni, 1993, ISBN 88-7119-617-1.
- L’Arte delle lettere. Idea e pratica della scrittura epistolare tra Quattro e Seicento, Bologna, Il Mulino, 2000, ISBN 88-15-07326-4.
- Origini e icone del mito di Torquato Tasso, Roma, Bulzoni, 2002, ISBN 88-8319-764-X.
- Il segretario, la cerva, i versi dipinti. Tre studi su sonetti del Petrarca, Alessandria, Edizioni dell’Orso, 2006, ISBN 88-7694-911-9.
- Giovanni Getto. Il suo stile critico, Alessandria, Edizioni dell’Orso, 2009, ISBN 978-88-6274-126-2.
- Scrivere di sacro. Forme di letteratura religiosa dal Duecento al Settecento, Roma, Edizioni di Storia e Letteratura, 2014, ISBN 978-88-6372-674-9.
- «Più aperto intendi ancora». Tre letture dantesche Inf.VII, Purg.XVII, Par.XXXII, Roma, Edizioni di Storia e Letteratura, 2015, ISBN 978-88-6372-805-7.
- Letteratura e retorica tra Cinquecento e Seicento, Firenze, Cesati Editore, 2016, ISBN 978-88-7667-594-2.
- Maestri. Un alfabeto di civiltà, Roma, Edizioni di Storia e Letteratura, 2021, ISBN 978-88-9359-570-4.

### Articoli
- Un trattato inedito sul Principe di Agostino Bucci in Il Pensiero Politico, I, 1968
- Lettere del Boiardo e epistolari del Quattrocento in Lettere Italiane, XXI, 1969
- AA.VV., Il Boiardo e la critica contemporanea. Convegno su M.M.Boiardo. Scandiano- Reggio Emilia, 25-27 aprile 1969, atti del Convegno, Firenze, Olschki, 1970
- Un dramma inedito di Emanuele Tesauro: Il libero arbitrio in Studi Secenteschi, X, 1969
- Dieci lettere inedite di Baldassar Castiglione in Lettere Italiane, XXIII, 1971
- Cinque lettere inedite del Pontano. Con alcuni appunti per un’edizione dell'epistolario in Lettere Italiane, XXV, 1973
- Mito, metamorfosi, emblema dalla "Favola d’Orfeo" del Poliziano alla "Festa de lauro", in Lettere Italiane, XXIX , 1977
- Lettere inedite di Emanuele Tesauro in Lettere Italiane, XXXI, 1979
- Rime inedite di Carlo Emanuele I in Studi Piemontesi, VIII, 1979
- Scrivere come donna: fenomelogia delle lettere familiari di Alessandra Macinghi Strozzi in Lettere Italiane, XXXVI, 1984
- Angela da Foligno: donna e rivelazioni in Studi in memoria di Giorgio Varanini I. Dal Duecento al Quattrocento numero speciale di Italianistica - Rivista di Letteratura Italiana, XXI, 1992, 2-3, gennaio 1994
- Intorno alle traduzioni letterarie dal Neoclassicismo al primo Romanticismo, in Giornale Storico della Letteratura Italiana, CLXXXIV, 2007
- Su Petrarca e Roma in Critica letteraria, 137, 2007.

### Edizioni
- Fulvio Testi, Lettere, Bari, Laterza, voll. I e II, 1967; vol. III, 1968.
- Enea Silvio Piccolomini, “Storia di due amanti” e “Rimedio d’amore”, Torino, UTET, 1973, con un saggio di Luigi Firpo.
- Commedie del Cinquecento, Roma-Bari, Laterza, «Biblioteca degli Scrittori d’Italia», reprint, 2 voll., 1975.
- Emanuele Tesauro, Idea delle perfette imprese, testo inedito, Firenze, Olschki, 1975.
- Novelle del Quattrocento, Torino, UTET, «Classici Italiani», 1975 (con Giuseppe Guido Ferrero).
- Paolo Giovio, Dialogo dell’imprese militari e amorose, Roma, Bulzoni, «Biblioteca del Cinquecento», 1978.
- Lorenzo Magalotti, Diario di Francia dell’anno 1668, Palermo, Sellerio, 1991, ISBN 978-8838907012.
- Virgilio Malvezzi, Il ritratto del privato politico cristiano, Palermo, Sellerio, 1993, ISBN 88-389-0935-0.
- Torquato Tasso, Discorso della virtù feminile e donnesca, Palermo, Sellerio, 1997, ISBN 88-389-1335-8.
- Emanuele Tesauro, Alcesti o sia l’amor sincero, Bari, Palomar, 2000, ISBN 88-87467-21-8.
- Rime degli Arcadi I-XIV 1716-1781: un repertorio, Roma, Edizioni di Storia e Letteratura, 2013 (con Manlio Pastore Stocchi), ISBN 978-88-6372-481-3.
- Rime degli Arcadi I-XIV 1716-1781: un'antologia, Roma, Edizioni di Storia e Letteratura, 2019 (con Manlio Pastore Stocchi), ISBN 978-88-9359-289-5.
- Emanuele Tesauro, Il Commentario. Panegirico sacro sopra la Sacratissima Sindone, Alessandria, Edizioni dell’Orso, 2024, ISBN 978-88-3613-447-2.